# Diodella sarmentosa
Diodella sarmentosa là một loài thực vật có hoa trong họ Thiến thảo. Loài này được (Sw.) Bacigalupo & Cabral ex Borhidi mô tả khoa học đầu tiên năm 2006.